# Segestria saeva
Segestria saeva là một loài nhện trong họ Segestriidae.
Loài này thuộc chi Segestria. Segestria saeva được Charles Athanase Walckenaer miêu tả năm 1837.